# Паулоаја (Муреш)
Паулоаја (рум. Păuloaia) насеље је у Румунији у округу Муреш у општини Гургиу. Oпштина се налази на надморској висини од 472 m.

## Становништво
Према подацима из 2002. године у насељу је живело 269 становника, од којих су сви румунске националности.